# بوئینگ پی-۲۹
بوئینگ پی-۲۹ (به انگلیسی: Boeing P-29) یک هواپیمای ساختِ بوئینگ در کشور ایالات متحده آمریکا است. نخستین استفاده‌کنندهٔ این هواپیما تفنگداران هوایی ارتش ایالات متحده آمریکا بوده‌است. این هواپیما در ۲۰ ژانویه ۱۹۳۴ میلادی نخستین پرواز خود را انجام داد.